# Lithobius apheles
Lithobius apheles är en mångfotingart som beskrevs av Chamberlin 1940. Lithobius apheles ingår i släktet Lithobius och familjen stenkrypare. Inga underarter finns listade i Catalogue of Life.